# Estádio Vila Amália
O Estádio da Vila Amália é uma infraestrutura desportiva na vila de Sesimbra, na Península de Setúbal, em Portugal. Serve principalmente o Grupo Desportivo de Sesimbra, sendo igualmente utilizado como palco para concertos e outros eventos.

## Descrição

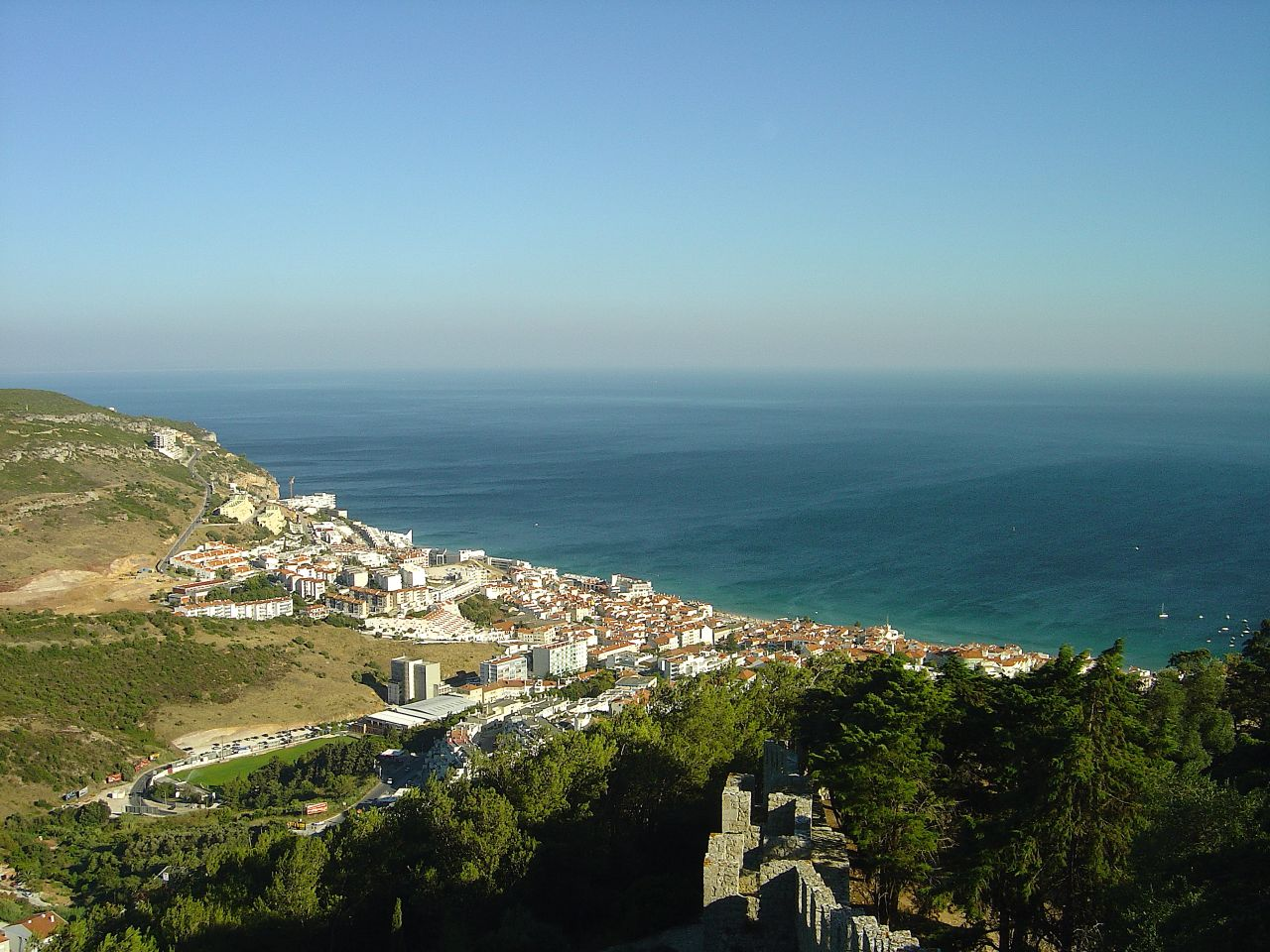
Vista geral de Sesimbra, vendo-se o Estádio Vila Amália no fundo à esquerda.

O complexo desportivo tem acesso pela Avenida da Liberdade, e está situado junto à Piscina Municipal de Sesimbrae a Mata Vila Amália, um espaço verde e de lazer. O estádio é explorado pelo Grupo Desportivo de Sesimbra.
O Estádio Vila Amália é um dos recintos onde é organizado o torneio de futebol infantil Sesimbra Summer Cup. Em 2005 foi um dos estádios onde se disputou o torneio de futebol sénior 2.º Taça do Concelho de Sesimbra, organizada pela Rádio Sesimbra FM.
Em Janeiro de 2006 albergou um jogo entre as equipas portuguesa e romena de futebol feminino, como parte do plano de preparação da equipa nacional de sub-19 para a futura qualificação para o Campeonato Europeu de 2006. Em 2014 foi um dos recintos do torneiro da Taça de Honra, organizado pela Associação de Futebol de Setúbal.
Além da sua função desportiva, o estádio também é utilizado em eventos culturais, tendo por exemplo albergado o desfile de carnaval das escolas de Sesimbra em 2008 e em 2012. Nos princípios de 2007, a organização Médicos do Mundo coordenou um evento infantil de solidariedade no Estádio Vila Amália, para apoiar as crianças de Moçambique, e em Agosto desse ano foi o palco de um concerto de Tony Carreira, promovido pela Casa do Benfica de Sesimbra. Em 2018, foi organizada no estádio uma cerimónia de distinção ao árbitro Bruno Paixão, onde recebeu da Directora Executiva de Marketing da Liga Portugal, Susana Rodas, uma lembrança simbólica pela sua carreira. Em julho de 2020, o estádio sofreu um assalto, durante o qual foram vandalizadas as instalações dos balneários e dos escritórios, e furtados vários equipamentos, incluindo televisões e aparelhos de apoio sonoro aos jogos. Em novembro de 2020, foi utilizado como recinto de preparação do GD Fabril, para o jogo da Taça de Portugal desta equipa, contra o FC Porto.

## História

### Origens do estádio

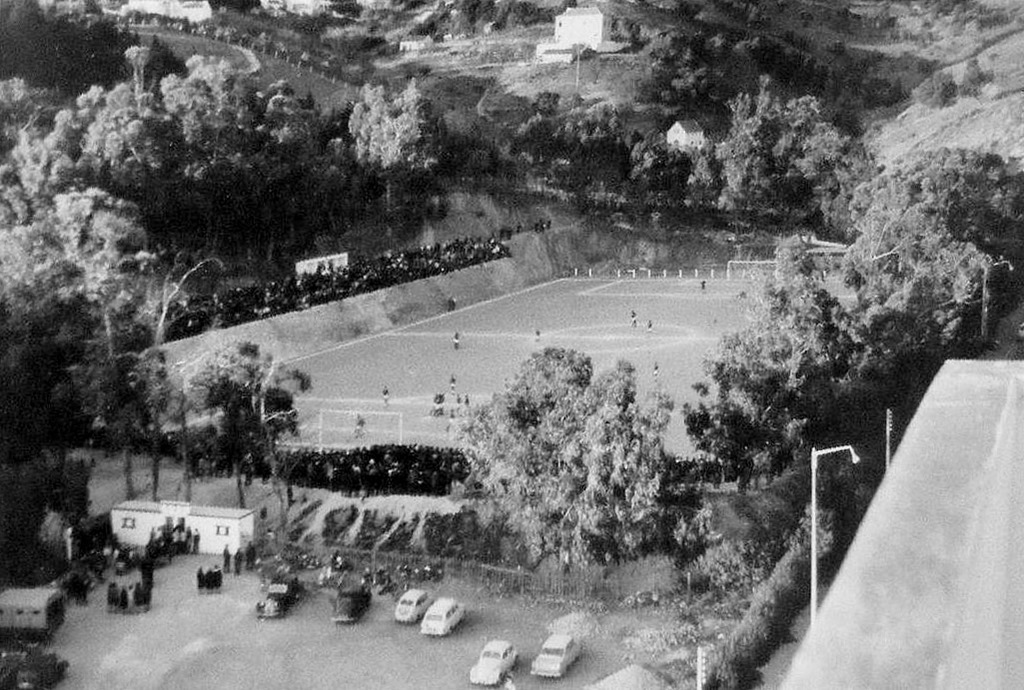
Fotografia do estádio na década de 60.

O Estádio Vila Amália tem as suas origens num campo atlético que era utilizado pelo Zimbra Foot-Ball Club, situado junto ao Ribeiro da Misericórdia, num local que nessa altura ainda se encontra a alguma distância da vila de Sesimbra. Em 1915 passou para o União Foot-Ball Cezimbra, clube que foi fundado nesse ano. O estádio recebeu o nome de Vila Amália a partir de um solar situado nas proximidades, que pertencia à benemérita Amália Caldeira Monteiro. A União Futebol Sesimbra fundiu-se com o Vitória Futebol Clube e Ases Futebol Clube em 10 de Agosto de 1947, criando o Grupo Desportivo de Sesimbra.

### Remodelação

Modelo digital de como iria ficar o estádio segundo o primeiro plano de remodelação.

Modelo digital de como iria ficar o estádio segundo o segundo plano de remodelação.

Modelo digital de como irá ficar o estádio, após a conclusão do projeto anunciado em 2021.

Em 2006, a autarquia de Sesimbra apresentou um estudo prévio para o plano de ordenamento da Avenida da Liberdade, um vasto programa de requalificação urbana, que iria incluir a reconstrução total do Estádio Vila Amália, e a remodelação da zona em redor, com a construção de um novo edifício para a câmara municipal e de um terminal rodoviário. Nessa altura, o presidente da Câmara Municipal, Augusto Pólvora, relevou que tinha a intenção de lançar a hasta pública para o novo estádio «ainda em 2007», de forma a que a obra começasse ainda naquele ano, «para o estádio ficar pronto no final de 2008 ou início de 2009».  Com efeito, previa-se que o novo estádio iria ser utilizado ainda durante a temporada de futebol de 2008 a 2009. Estava igualmente programado que a primeira fase do processo para a construção do novo estádio tivesse início ainda em Junho daquele ano, com a remodelação do Campo da Maçã, de forma a poder ser utilizado em jogos de futebol, e só depois é que as obras poderiam ser começadas no recinto da Vila Amália, que iria recuar em cerca de quinze metros. Segundo Augusto Pólvora, a segunda fase, que correspondia à construção dos edifícios residenciais, era «de iniciativa privada», dependendo as obras do promotor, que em contrapartida seria responsável pela «via circular, o estádio municipal, o parque de estacionamento público e o mercado municipal.», além do novo edifício da Câmara Municipal de Sesimbra, cujas instalações estavam espalhadas em várias localizações da vila.
Em Agosto desse ano, foi feita a apresentação pública do novo Estádio Vila Amália, no âmbito da comemoração dos sessenta anos do Grupo Desportivo de Sesimbra, prevendo-se nessa altura que o estádio teria um relvado sintético, quatro instalações balneárias, gabinetes para aquecimento para atletas e árbitros, e uma bancada coberta, com camarotes e uma zona para a imprensa, uma área comercial, um parque de estacionamento com 400 lugares, e um terminal rodoviário por baixo do edifício.  O novo estádio deveria ser construído no mesmo local do antigo.
Em Junho de 2008, a autarquia de Sesimbra já tinha aprovado as condições de alienação para a remodelação do estádio, que estipulavam que as obras deveriam começar no ano seguinte e terminar em 2010, demorando cerca de quinze meses. Segundo o estudo prévio, o campo do estádio deveria estar habilitado para jogos de futebol de onze, e possuir um relvado sintético, equipamentos de iluminação, uma bancada coberta com capacidade para duas mil pessoas, balneários e todos as outras instalações necessárias para este tipo de infraestrutura desportiva. Previa-se que após a sua inauguração, o Estádio iria passar a pertencer ao domínio municipal. O terreno onde iria ser instalado o recinto tinha uma área superior a 16.800 m², tendo o valor base previsto para a hasta pública sido de 3 milhões de Euros. Este processo foi realizado em Julho de 2008, tendo a obra de construção do novo estádio sido entregue à empresa Obriverca por 3,1 milhões de euros. Assim, foi dado um prazo de dois meses à empresa promotora do estádio para remeter o plano de arquitectura, e determinados os prazos limites para a aprovação dos projectos para as especialidades e a apreciação pela autarquia. Caso estes processos fossem concluídos dentro dos prazos, previa-se que o município poderia lançar o alvará para a construção ainda durante a Primavera de 2009.
A remodelação do estádio era considerada como o ponto central do programa, que tinha um valor aproximado de dez milhões de Euros, e que previa igualmente a construção de um conjunto de imóveis e de infraestruturas, incluindo um novo terminal para autocarros, um parque de estacionamento por baixo do complexo desportivo, uma zona comercial, que teria cerca de 1400 m², e uma área residencial. De acordo com o então presidente da Câmara Municipal de Sesimbra, Augusto Pólvora, seria requalificada «uma das principais artérias da vila de Sesimbra e aquela que contempla um maior número de comércio, bens e serviços», trazendo «mais qualidade de vida e bem-estar à população da vila e do concelho em geral».
Em Fevereiro de 2011, já tinha sido aprovada a versão final do plano de arquitectura para o estádio e outros imóveis que faziam parte do programa de ordenação, tendo sido determinada a instalação do terminal de autocarros e do parque de estacionamento nas caves do estádio, que teria 502 lugares. Nesta altura, apenas faltava entregar o plano para as especialidades, de forma a ser aprovado pela Câmara Municipal, esperando-se que os trabalhos tivessem início ainda em 2011.
Numa entrevista ao jornal Avante! em 2017, Francisco Jesus, presidente da Junta de Freguesia do Castelo, realçou as obras da Coligação Democrática Unitária no concelho de Sesimbra, e revelou que um dos investimentos previstos pelo partido era a continuação do programa de reconversão do Estádio Vila Amália, de forma a proceder à sua reabilitação e ao aumento da capacidade de estacionamento.
Em abril de 2021, foi anunciado pela Câmara Municipal de Sesimbra a recuperação do projeto de reordenamento da Avenida da Liberdade e remodelação do Estádio. O novo projeto mantém, no essencial, as linhas dos anteriores, procurando reordenar uma das principais vias da vila, prevendo a criação de um estacionamento subterrâneo, a deslocalização do terminal rodoviário, a requalificação do estádio da Vila Amália e a construção de um novo edifício municipal para a população. Nesta proposta, ao contrário das anteriores, o terminal rodoviário ocupará um terreno no topo norte do Estádio. Segundo o projeto, o estádio irá ter um relvado de piso sintético, uma bancada ao longo da linha lateral com cobertura em toda a sua extensão, balneários por baixo da bancada, posto médico e salas para apoio administrativo e outros serviços. O projeto tem um custo previsto entre os 5 e 8 milhões de euros, a ser suportado pelo município.